# إنغريد سنكلير
إنغريد سنكلير (بالإنجليزية: Ingrid Sinclair)‏ هي كاتبة سيناريو ومخرجة بريطانية وزيمبابوية، ولدت في 1948 في رودسيا.

## وصلات خارجية
- إنغريد سنكلير على موقع IMDb (الإنجليزية)
- إنغريد سنكلير على موقع قاعدة بيانات الفيلم (الإنجليزية)